# Pieter Steenwijck
Pour les articles homonymes, voir Steenwijck.

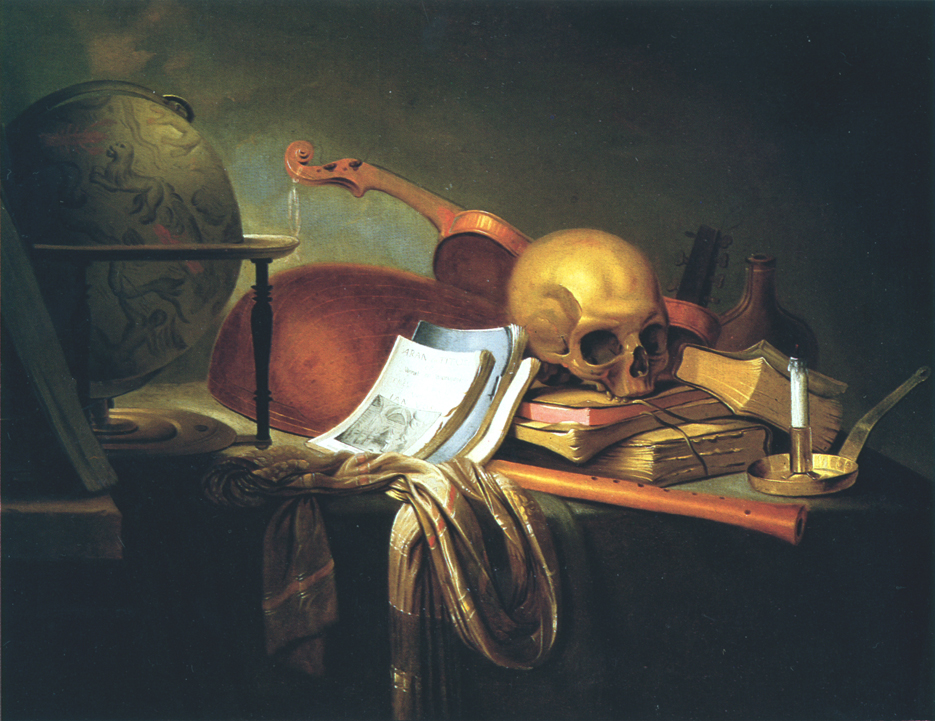
Ars longa, vita brevis.

Pieter Steenwijck (ou Pieter Evertz (van) Steenwyck), né vers 1615 à Delft et mort après 1656, est un peintre néerlandais.

## Biographie
Pieter Steenwijck  est le frère cadet du peintre Harmen Steenwijck et leurs œuvres sont souvent confondues. Ils étudient tous deux auprès de leur oncle David Bailly (1584-1657) à Leyde. En 1642, Pieter Steenwijck est mentionné parmi les membres de la Guilde de Saint Luc de Delft, et en 1644 parmi ceux de la Guilde de Saint Luc de Leyde. De 1652 à 1654 il travaille à La Haye. Sa signature sur une nature morte datée de 1656 indique qu'il était encore actif à cette date.